# Isla de Garraitz
Isla Garraitz (también denominada Isla San Nicolás y Lumencha), (en euskera Garraitz Uhartea) es el nombre que recibe una pequeña isla española situada en el municipio de Lequeitio, provincia de Vizcaya.

## Descripción
Está parcialmente unida a tierra firme por un dique construido para evitar que los sedimentos de la ría entren en el puerto, pero solo emerge en bajamar; también se puede abordar por la playa cuando la marea está muy baja, por lo que sólo durante estos períodos se puede acceder a la isla, que se convierte entonces en un tómbolo. Esta es abrupta, cubierta de matorral con algunos pinos que le dan su característica apariencia y carente de cualquier construcción, aunque en el pasado debió de existir alguna pequeña ermita, como atestigua la toponimia.